# Universität Soongsil

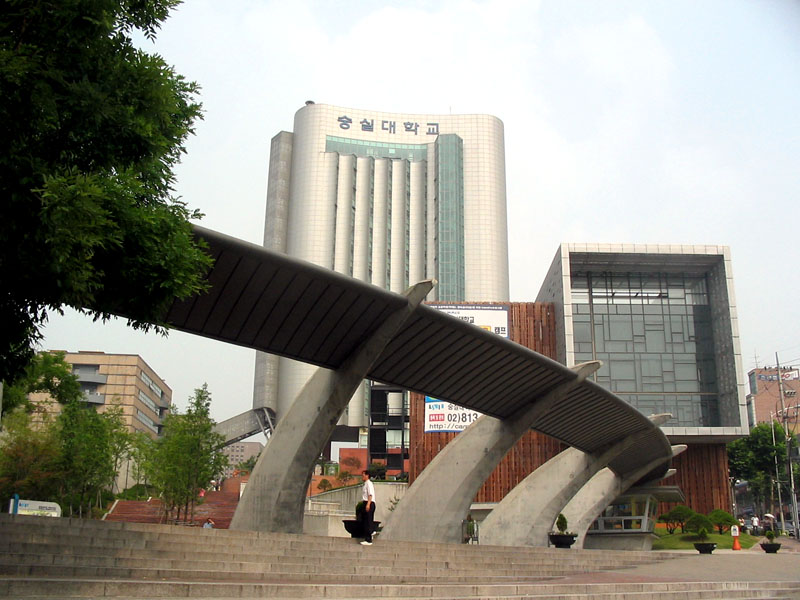
Das Haupttor der Universität Soongsil in Sangdo-dong

Die Universität Soongsil oder Universität Sungsil (engl. Soongsil University, SSU) ist eine private christliche Universität in Südkorea. Sie wurde im Jahr 1897 in Pjöngjang gegründet und ist damit die erste moderne Universität Koreas. Seit 1957 befindet sich der Campus in Sangdo-dong, Dongjak-gu, Seoul.

## Geschichte
Die Universität wurde am 10. Oktober 1897 als Privatschule in Pjöngjang von William M. Baird, einem Missionar der Northern Presbyterian Church of Amerika, gegründet. 1900 wurde die Privatschule zu einer fünfjährigen Mittelschule und im Oktober 1901 wurde sie in Sungsil-Hakdang (kor. 숭실학당, dt. Sungsil-Akademie) umbenannt. Der Name Sungsil bedeutet etwa: „[Gott] zu ehren (숭, sung) mit Wahrheit und Treue (실, sil)“.
1905 richtete die Akademie Unterrichte für Hochschüler ein. 1906 beteiligten sich presbyterianische und methodistische Missionarorganisationen an der Schulleitung und richteten eine Abteilung für Hochschulbildung ein. Die Akademie bekam den neuen Namen Union Christian College (합성숭실대학). Dies war der Beginn des vierjährigen Universitätssystems in Korea.

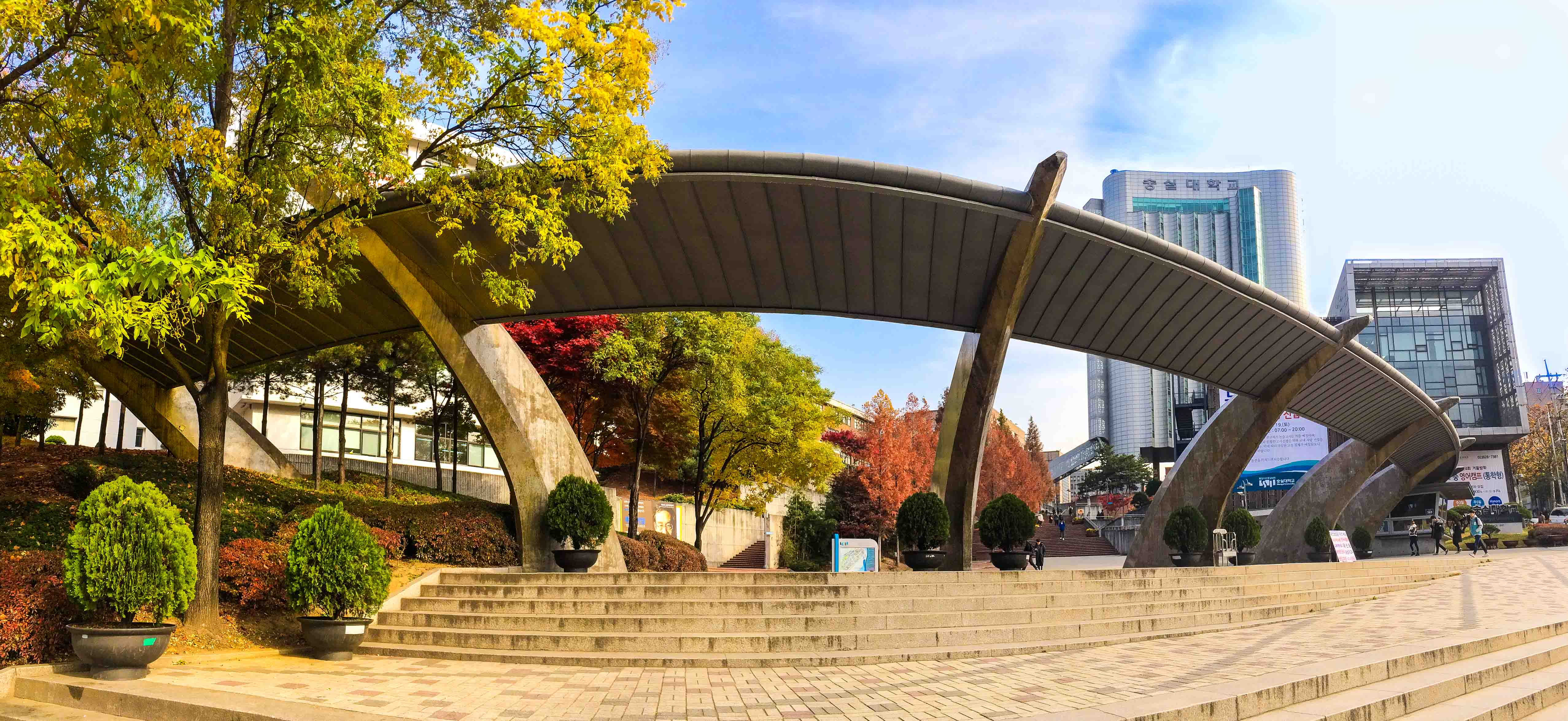
Universität Soongsil

1912 autorisierte die japanische Kolonialverwaltung die Hochschule Sungsil, und 1925 wurde die Hochschule aber zur geisteswissenschaftlichen Fachschule verändert, die Fachschule Sungsil (jap. 崇實專門學校, Sūjitsu semmon gakkō; 숭실전문학교) hieß. Am 4. März 1938 schloss die Fachschule aus Protest gegen die Forderungen der Anbetung am Shintō-Schrein.
Im April 1954 nach dem Waffenstillstand des Koreakrieges wurde die Hochschule Sungsil in Südkorea wiedergegründet. Im Juni 1957 zog sie in den heutigen Sangdodong-Campus in Seoul. 1971 wurden die Hochschule Sungsil und die Hochschule Daejeon (nicht die heutige Universität Daejeon) zur Hochschule Sungjeon (숭전대학) zusammengesetzt. Im Dezember 1971 erhielt sie den Universitätsstatus. Im Dezember 1982 wurde der Daejeon-Campus der Universität Sungjeon zur Universität Hannam. Im November 1986 wurde die Universität Sungjeon in Universität Sungsil umbenannt.

## Akademische Einrichtung

### Colleges (Fakultäten)
- College für Geisteswissenschaften
- College für Naturwissenschaften
- College für Rechtswissenschaften
- College für Sozialwissenschaften
- College für Volkswirtschaftslehre und Handelswissenschaft
- College für Betriebswirtschaftslehre
- College für Ingenieurwissenschaften
- College für Informatik
- Baird University College (früher: College of Core & Specialized Education)

### Graduate Schools
- General Graduate School
- Special Graduate Schools
  - Graduate School of Small Business
  - Graduate School of Information Sciences
  - Graduate School of Social Welfare
  - Graduate School of Education
  - Graduate School of Christian Studies
  - Graduate School of Global Business